# Kirche von Vadsø

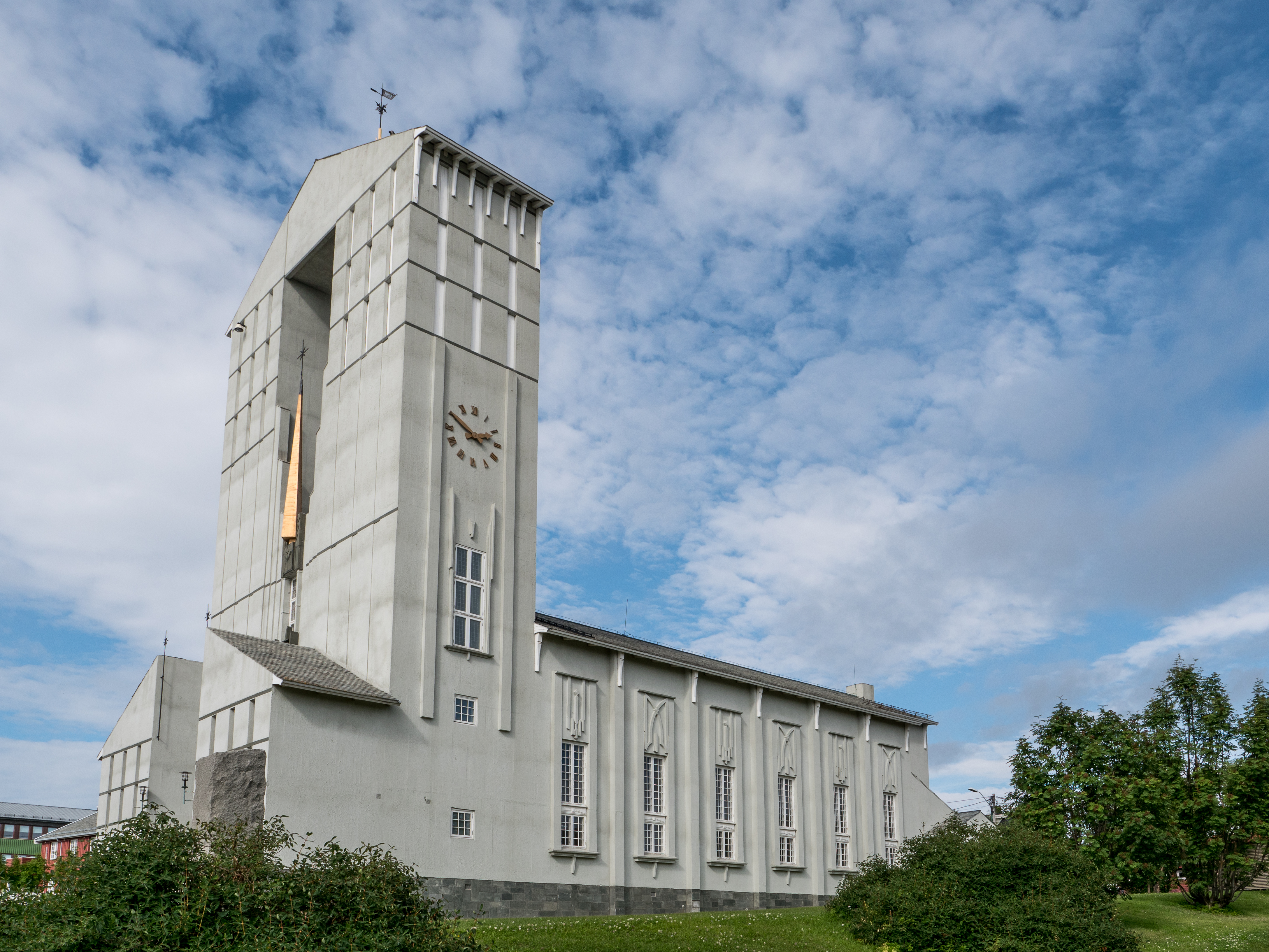
Kirche von Vadsø

Die evangelisch-lutherische Kirche von Vadsø (norwegisch: Vadsø kirke) in der Stadt Vadsø in der nordnorwegischen Provinz (Fylke) Finnmark, ist eine Hallenkirche, die 1958 erbaut wurde. Mit ihren zwei Kirchtürmen, die Eisberge symbolisieren sollen, überragt sie die Stadt. Das Innere der Kirche wird von der Altarwand beherrscht. Die Malereien darauf stellen den sitzenden Christus in einem mandelförmigen Rahmen dar.

## Geschichte
Die heutige Kirche in Vadsø von 1958 ist die vierte in der Geschichte der Stadt. Die erste wurde 1575 auf der der heutigen Stadt vorgelagerten Insel Vadsøya gebaut, auf der sich damals die Hauptsiedlung befand. Die zweite wurde 1710 auf dem Festland errichtet. Die dritte entstand 1861 auf dem ehemaligen Galgenberg im heutigen Stadtzentrum. Sie wurde als traditionelle Kreuzkirche aus Holz mit kürzeren Seitenflügeln gebaut. Sie bestand bis zur Nacht vom 28. auf den 29. Oktober 1944. Im Verlauf von Kampfhandlungen während des Zweiten Weltkriegs wurde sie zerstört.
Die heutige Kirche von Vadsø wurde von 1954 bis 1958 errichtet und am 30. März 1958 eingeweiht. Ihr Architekt war Magnus Poulsson, der auch an den Entwürfen zum Rathaus Oslo beteiligt var. Ursprünglich sollte sie der Sitz des Bistums Nord-Hålogaland in der Finnmark werden.

## Architektur
Die Kirche von Vadsø ist eine Hallenkirche. Dieser Kirchentyp war in Norwegen vom Mittelalter bis um 1900 sehr gebräuchlich. Typisch für diesen Kirchentyp ist, dass der Chor sowohl niedriger wie auch enger als das Hauptkirchenschiff ist. Diese Form des Grundrisses findet man bei vielen neogotischen Kirchen, die in der zweiten Hälfte des 19. Jahrhunderts in Norwegen gebaut wurden.
Das Gebäude ist aus Beton errichtet und bietet bis zu 480 Menschen Platz, davon 320 Sitzplätze. Sie befindet sich an derselben Stelle, an der auch die vorherige Kirche stand, ist aber nicht in der traditionellen Ost-West-Richtung ausgerichtet, sondern in Nord-Süd-Richtung. Damit überragt die mächtige Frontfassade mit ihren zwei Türmen und einen Giebel an der Spitze das Stadtzentrum, die Insel Vadsøya und den dahinter gelegenen Varangerfjord. Einschließlich der Kirchturmspitze erreicht die Kirche eine Höhe von 30,5 Metern. Unterhalb des Giebels befindet sich eine große goldene Turmspitze. Diese ist über dem Haupteingang platziert und dazwischen befindet sich eine Skulptur des Apostels Petrus, die von Tone Thiis Schjetne geschaffen wurde. Die Fassade der Kirche ist mit Betonreliefs verziert.

## Innenraum

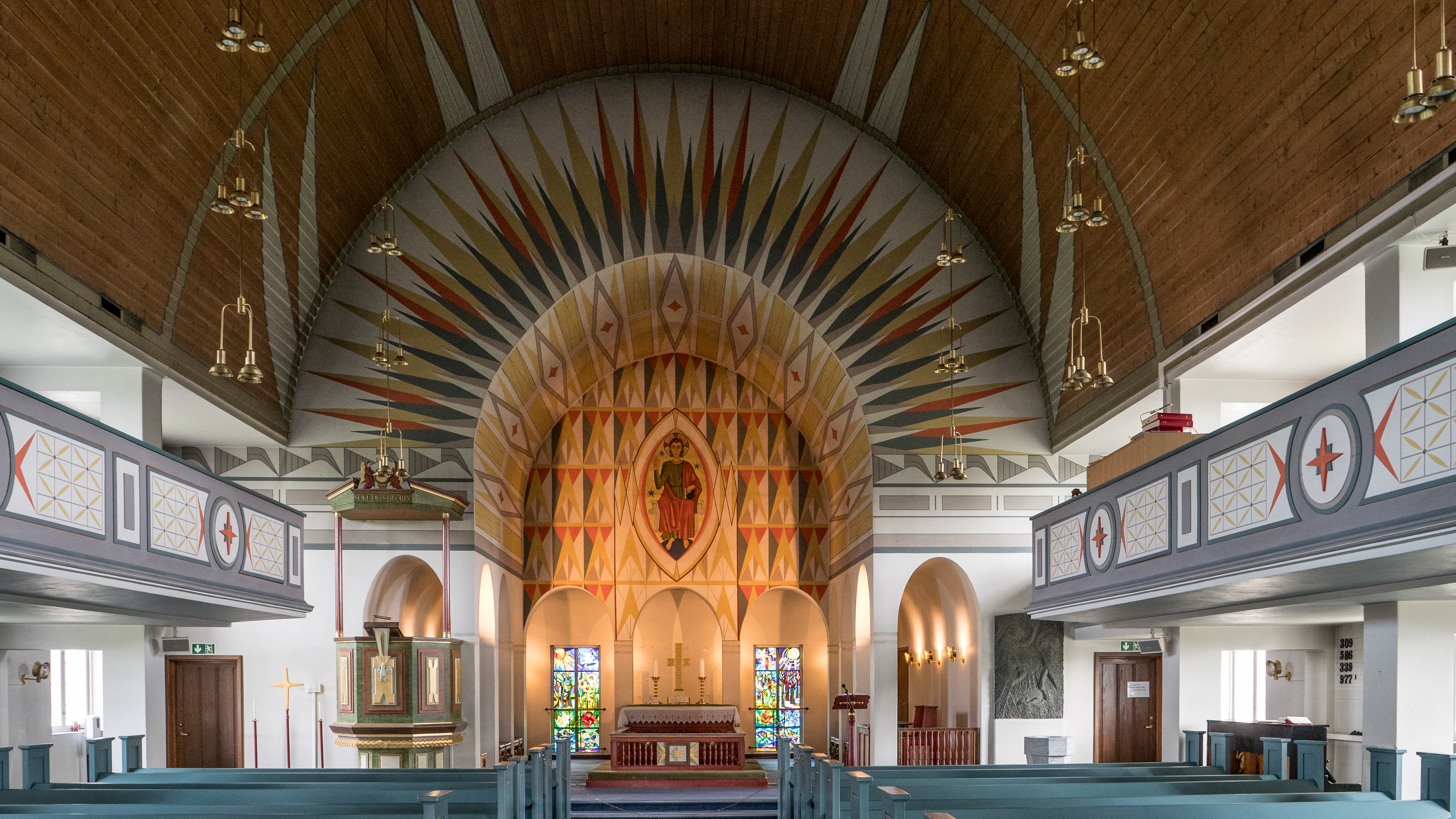
Altarwand

Im Inneren wird die Kirche von der Altarwand beherrscht, die mit Malerarbeiten der schwedisch-norwegischen Künstlerin Gretha Thiis geschmückt ist. Der Blickfang der Malereien ist die Darstellung eines sitzenden Christus in einem mandelförmigen Rahmen. Diese Darstellung von Christus erinnert an byzantinische Mosaiken. Die Künstlerin hat versucht, Christus ohne sehr männliche Eigenschaften darzustellen, so dass jeder die Gesichtszüge eines wahren Mitmenschen in dem Gemälde sehen kann. Rings um den Bogen, der Christus umgibt, schießt ein Bogen von Polarlichtern in einem modernistischen Stil in den Raum. Sie setzen sich auf der Decke des Kirchenschiffes fort bis zur gegenüberliegenden Wand, wo sie auf das Kreuz treffen, das über der Orgel ist. Das stellt sicher, dass, egal wohin der Gläubige schaut, er immer das Kreuz sehen kann und so daran erinnert wird, dass er sich in einer christlichen Kirche befindet.

### Ausstattung

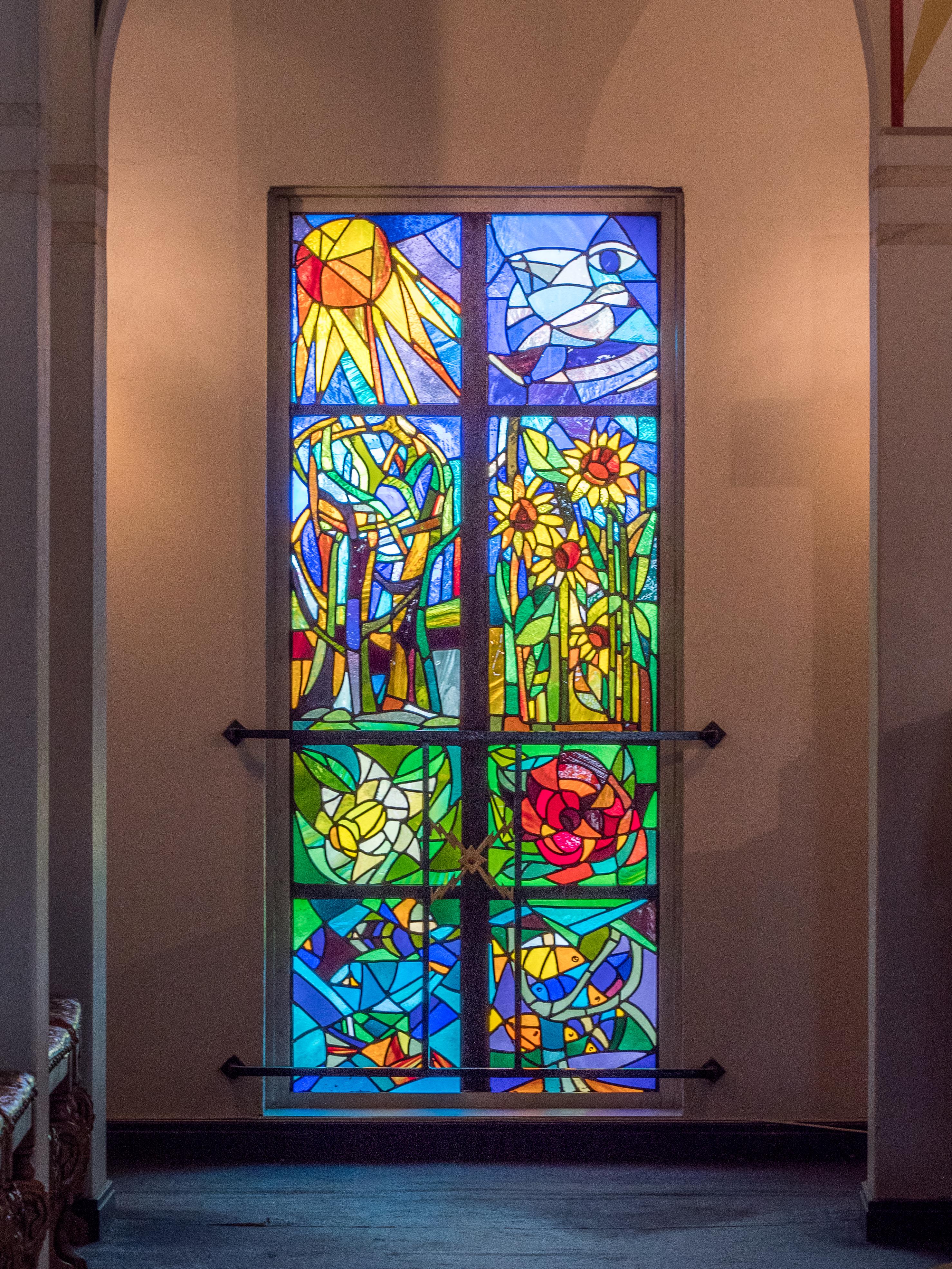
Bildfenster

#### Buntglasfenster
Die Buntglasfenster hinter dem Altar sind ein Werk von Ragna Thiis Helland. Sie wählte den Kreislauf der Natur als Abbild für das menschliche Leben.

Die oberste horizontale Fensterreihe: Wie wir leben

Die zweite horizontale Fensterreihe: Der Kreislauf der Natur

Die dritte horizontale Fensterreihe: Blumen und Pflanzen in der Blüte während der verschiedenen Jahreszeiten

Die vierte horizontale Fensterreihe: Wasser als Voraussetzung für das Leben

Vertikal, beginnend von links, zeigen die vier Reihen: Frühjahr, Sommer, Herbst und Winter

Ein Fisch kann nicht ohne Wasser leben, wie ein Mensch nicht ohne Glauben leben kann.

#### Kanzel

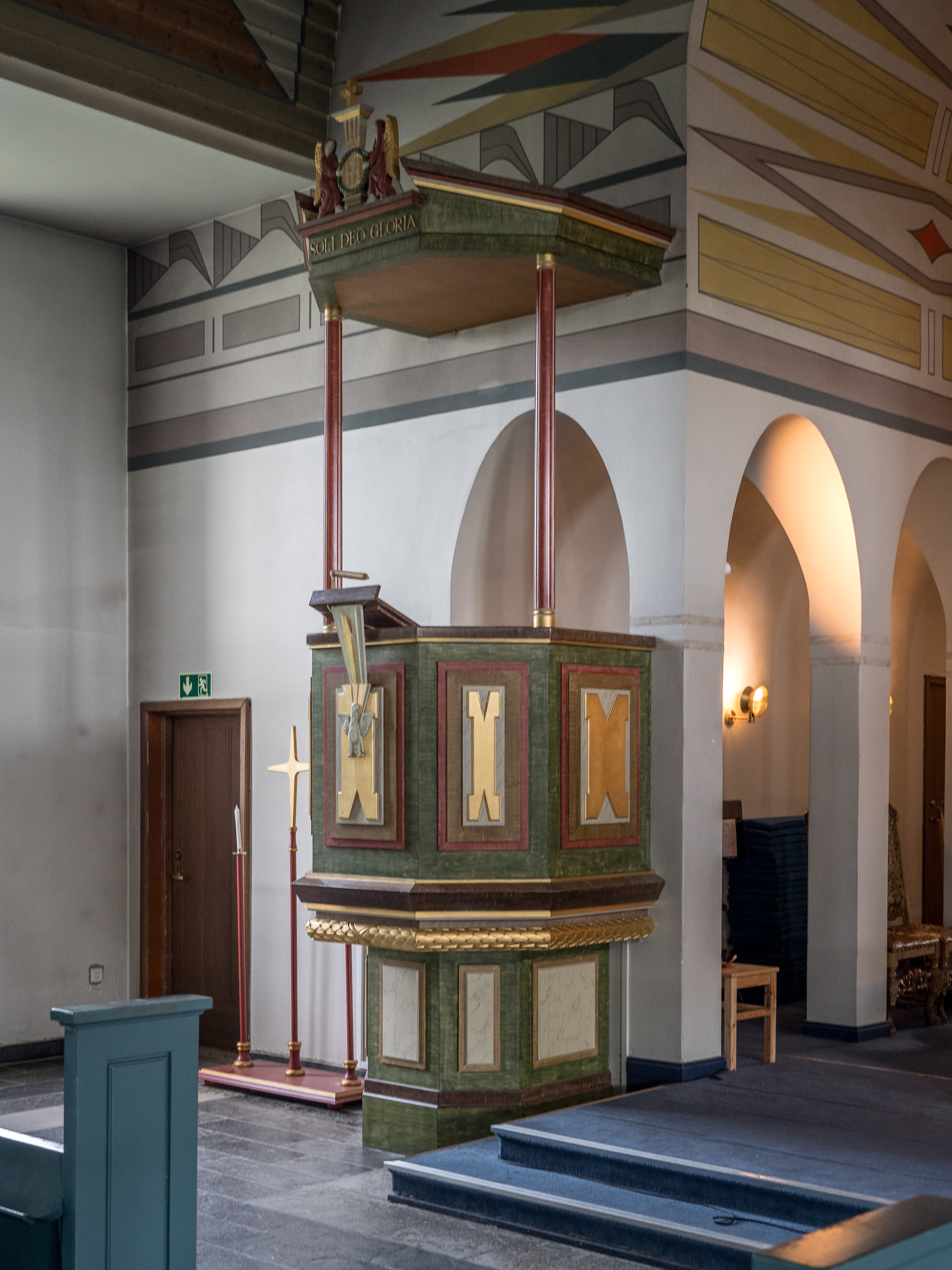
Kanzel

Die Kanzel hat die Figur eines Sechsecks. Ein Adler breitet seine Flügel vor der Kanzel aus. Er weist auf den Evangelisten Johannes und erinnert uns an die Macht des geschriebenen Wortes. Auf der Spitze des Baldachins sehen wir den lateinischen Spruch Soli Deo Gloria. Dazu halten zwei geschnitzte Engel das Monogramm von König Haakon VII. Der Lorbeerkranz entlang des Fußes erinnert uns an den Siegeskranz, der im Himmel wartet.

#### Votivschiff
Wie in vielen skandinavischen Kirchen, hängt von der hölzernen Decke des Kirchenschiffes ein Votivschiff. Es ist das Modell eines Nordlandsjekt mit Namen „Karianna“ und wurde 1968 vom Unternehmer Lars Nordal gestiftet. Hergestellt hat es der Bootsbauer Sverre Brandtzæg aus Abelvær. Der Nordlandsjekt ist ein in Nordland, Troms und der Finnmark geläufiger hölzerner Segelschiffstyp, der in traditioneller, geklinkerter Bauweise hergestellt wird. Es ist so auch ein Symbol in einer christlichen Kirche, die unter der Führung von Christus die Gemeinde sicher durch die Stürme des Lebens bringt.

#### Weitere Gegenstände

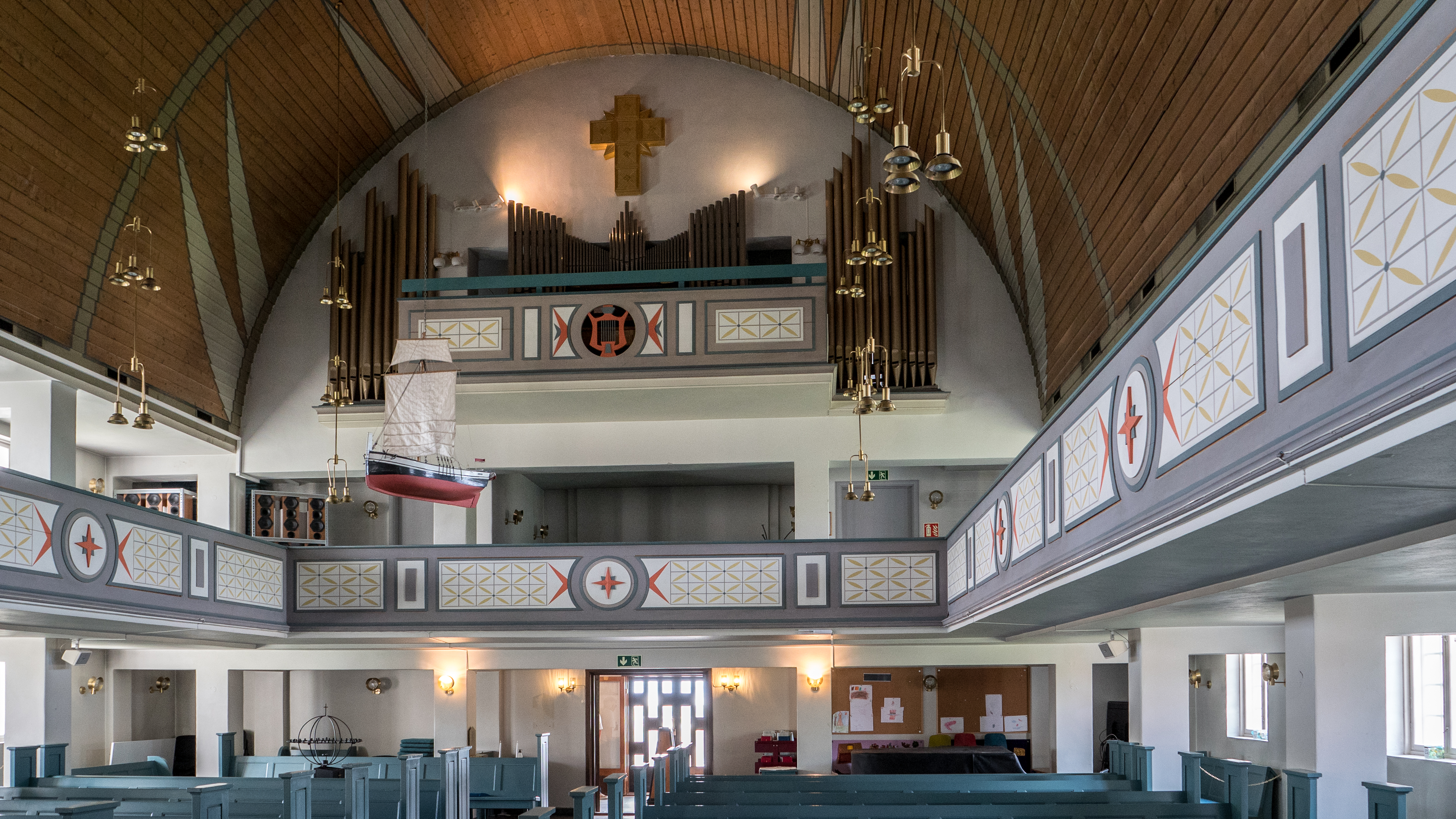
Orgelwand

Das Taufbecken ist aus Kalkstein. Der silberne Taufkrug von 1929 ist einer der wenigen Gegenstände, die aus der alten Kirche gerettet werden konnten, als diese 1944 niedergebrannt wurde. Die Orgel stammt vom Orgelbauer J.H. Jørgensen aus Oslo.